# 国際ボクシング協会
国際ボクシング協会（こくさいボクシングきょうかい、英:International Boxing Association、略称:IBA（アイバ）、別名:国際ボクシング連盟）は、アマチュアボクシングを統括する国際競技連盟である。2019年に資格停止処分（その後資格承認取り消し処分）を受けるまでは国際オリンピック委員会（IOC）に加盟していた。

## 歴史
1920年8月24日、イングランド・フランス・ベルギー・ブラジル・オランダの5ヶ国により、国際アマチュアボクシング連盟（FIBA、Fédération Internationale de Boxe Amateur）として創設。
1946年11月、FIBAを解散するとともに、新たな統括機関として国際アマチュアボクシング協会（AIBA、仏:Association Internationale de Boxe Amateur、英:Amateur International Boxing Association）を創設。
2007年11月、名称から「アマチュア」を外し、国際ボクシング協会（International Boxing Associationn）に改めた。ただし略称はAIBAを継続使用した。
2009年8月から、それまで年に1度発表していたランキングを毎月公開している。
2010年、初のプロ大会となるプロボクシングリーグ「ワールド・シリーズ・オブ・ボクシング」（World Series of Boxing）を開催した。
2012年2月23日、アメリカ合衆国財務省が、日本の暴力団組織「山口組」の幹部2人と、ユーラシア一帯で暗躍するロシア系犯罪組織グループ「ブラザーズ・サークル」の7人の主要メンバーに対する金融制裁を発表。また、AIBA会長代行のガフール・ラヒモフ（ウズベキスタン）が、このロシア系組織の幹部で、この組織は最大のヘロイン生産国アフガニスタンなどアジア各地で生産された麻薬をカフカス地方を経て欧州に密輸する秘密組織とし、ラヒモフは「ウズベキスタンの犯罪組織のリーダーで、中央アジアでのヘロイン生産から密輸に至る大シンジケートを運営している」と発表した。
2013年3月、北京開催の会議で、オリンピックやアジア競技大会に出場できる年齢の上限を34歳から40歳に引き上げることを決議した。また同時に、同年6月1日からは、脳震盪や頭部外傷を減らすためとして男子エリート (19歳以上) のヘッドギアの着用を廃止することを決めた。一方で、女子やジュニア、ユースの選手には着用廃止にならずヘッドギア着用の義務が継続された。
2014年10月1日、韓国の仁川で開催された第17回アジア競技大会において、女子ボクシングのライト級で疑惑の判定の末に敗れ3位に入ったインドのサリタ・デビが、疑惑の判定への抗議の意思表示として表彰式で泣きながら銅メダルの受け取りを拒み、準決勝で敗れた韓国のパク・チンアの首に銅メダルをかけた。このデビの行動に対して、アジア大会の組織委員会は、「選手には試合の結果を受け止める義務があり、それを尊重しなければならない」、「彼女がメダルの受け取りを拒んだことは、スポーツマン精神に反している」としてフェアプレーの徹底を求めAIBAへ書面を送った。
デビの行為に激怒したAIBAは処分の協議に入り、AIBAは声明で、インド代表団がAIBAの呉経国会長に渡した書簡の中で、デビが「表彰式での不適切な行為について謝罪した」ことと、デビが「感情を爆発させた」ことに対して「無条件で謝罪」したことを明らかにし、デビに出場停止処分を科した。

### プロ解禁
2016年6月1日、プロボクサーの参加をリオデジャネイロオリンピックから認める決定を下した。リオで実施される28競技の中で、プロ選手の参加を認めていなかったのはボクシングだけであった。
2016年9月30日、リオデジャネイロオリンピックのボクシング競技において、一部の試合の前に審判会議でどちらの選手が勝つべきかが指示されていたなど、不正に試合結果を操作する仕組みが存在したことを独立調査チームが発表した。報告書では、レフェリーや採点担当のジャッジを管轄する委員会が不正を主導したと指摘。リオオリンピックの出場枠を争う予選は「腐敗と操作のための練習場だった」とし「不正の種は何年も前、少なくとも2000年以降のオリンピックからまかれていた」と断じた。この調査結果により、八百長・買収疑惑で36人の関係者やレフェリーが資格停止となった。
2017年11月20日、2006年からAIBA会長を務めていたが、多数のAIBA理事から財務不正や不正経理など規約違反をしているとの申し立てを受け、調査のため暫定的に資格停止となっていたAIBA会長の呉経国（ウー・チンクォ）が辞任を表明した。
2017年12月、IOCはAIBAの組織運営に、財政、ガバナンス、倫理および審判の分野における深刻な問題があるとして監視を開始。
2018年11月30日、米財務省から麻薬売買などを手掛けるロシア系国際犯罪組織の関係者と指摘されるガフール・ラヒモフが前月にAIBAの新会長に選出されたことに加え、AIBAの組織運営に依然として懸念が残されているとして、IOCは、東京オリンピックへ向けた、AIBAと東京オリンピック組織委員会の接触、ボクシング競技のチケット販売、テスト大会の計画や競技スケジュールの最終決定を凍結するよう命じ、調査結果によってはAIBAの「（国際競技団体としての）認可を取り消す可能性」も示唆した。
2019年3月23日、ガフール・ラヒモフがAIBA会長からの辞任を表明した。
2019年3月29日、ロシア・ボクシング連盟の事務局長を務めるウマル・クレムレフがAIBAが抱えている1600万ドル（約17億7000万円）の負債を肩代わりすると表明した。

### オリンピック資格停止
2019年6月26日、IOC総会で東京オリンピックにおいてのAIBAの資格停止を満場一致で承認した。オリンピックでの競技運営の資格を停止された競技団体はAIBAが史上初めとなった。一方でアスリート優先の考えからボクシング競技は実施することとなり、国際体操連盟の渡邊守成が座長に就く特別作業部会がオリンピックボクシングの予選と本選を運営することになった。
2020年12月12日、ウマル・クレムレフが57.33％の投票率で新会長に選出された。
2021年4月、ロシアの半国営の天然ガス独占企業「ガスプロム」とゼネラルパートナー契約を交わした。翌月にはAIBAの借金完済が報告された。
2021年10月、AIBA世界ボクシング選手権において、13階級の金メダリストに、一律で10万ドル（約1100万円）、銀メダリストに5万ドル（約550万円）、銅メダリストに2万5千ドル（約280万円）の賞金が支給されることになった。
2021年9月30日、リオデジャネイロオリンピックの本戦と予選において、事前に試合の勝者を決め、そのためのジャッジとレフェリーが選ばれるなどの金銭目的による試合結果の不正操作が行われ、AIBAの関係者らが関わって組織的に行われていた可能性があることが、AIBAによって任命された独立調査チームの報告書で明らかになった。試合結果を操作するため、最大25万ドル（約2800万円）の賄賂が審判に提示されたケースもあったという。報告書では、「AIBAでは試合の不正操作や汚職が長期にわたり行われていた」とされ、当時AIBA会長を務めていた呉経国と元運営責任者のカリム・ボウジディが中心となり、共謀して不正行為を可能にしていたと補足された。
2021年12月、組織体制改革の一環として、略称をAIBAからIBAに変更した。
2021年12月9日、IOC会長トーマス・バッハが、「AIBAは組織のガバナンス、財務の透明性、そして審判の判定に関する高潔性への懸念に対処したことを証明しなければならない」と指摘して、ボクシングが2028年に開催されるロサンゼルスオリンピックの実施競技に含まれるか疑わしいと警告した。
2022年5月14日、会長選挙で無投票でウマル・クレムレフが2期目となる再選を果たした。しかし、6月14日、スポーツ仲裁裁判所（CAS）は、対抗候補者であるボリス・ファンデルフォルスト（オランダ）が、会長選で不適格認定を受け出馬を取り消された決定を不服とした訴えを支持する決定を下した。

### 再度オリンピック資格停止
2022年6月24日、国際オリンピック委員会（IOC）は、競技運営資格停止中のIBAを東京オリンピックに続き2024年に開催されるパリオリンピックにおいても競技運営資格を停止すると発表した。IOCは「IBAの運営、レフェリングや判定のプロセス、そして財務状況を深く憂慮している」と明かし、またIBAが財政面でガスプロムに依存していることに懸念を示した。
2022年9月8日、国際オリンピック委員会（IOC）は、パリオリンピックのボクシング競技予選についてIBAが主催する世界選手権や各大陸予選大会では行わないことを確認し、IBA主催ではない以下の総合スポーツ大会でオリンピック・ボクシング予選を行うことを承認した。パンアメリカン競技大会、ヨーロッパ競技大会、パシフィックゲームズ、アジア競技大会、ANOCA主催大会、以上の大会後2024年に世界予選トーナメントとして2大会を開催。
2022年9月25日、IBAはアルメニアのエレバンで開催した臨時総会で、ウマル・クレムレフの信任を問うため再選挙を行うかの投票を、投票の途中で停電になるなど混乱した状況の中で行い、再選挙実施反対に106票、再選挙実施賛成に36票、棄権が4票となり、この結果再選挙は実施されないこととなり、クレムレフは4年間の任期を務めることになった。また、IBAはこの投票に先立ち、クレムレフの辞任か投票による退任を求める文書を出したウクライナ・ボクシング連盟を資格停止処分にした。しかしIOCの広報担当は、再選挙が行われなかったこと、そしてロシアがウクライナへ軍事侵攻する中ウクライナ・ボクシング連盟の資格を停止したことを「非常に懸念している」と明かし、12月に行われるIOC理事会で「状況を十分に検討する必要がある」と述べ、「これらの不穏な動きにより、IOC理事会は次回の会合で状況を全面的に見直さざるを得ない」と警告した。
2022年10月5日、IBAはロシアとベラルーシの選手に対する試合出場の禁止措置をオリンピック種目で初めて撤回、選手の出場を認め、自国の国旗の下で試合をすることや優勝時の国歌の演奏も承認すると発表した。ロシアによるウクライナ侵攻を受け、国際オリンピック委員会（IOC）はロシアと同盟国ベラルーシの選手の出場を認めないよう国際競技団体に勧告し、IBAもこれに従い同年3月以降、国際試合からロシアとベラルーシの選手、審判などの関係者を排除していた。
2022年11月5日、ウマル・クレムレフがドバイで会見を開き、翌年2023年の5月にウズベキスタンで開催される世界選手権で、金メダリストに20万ドル（約2800万円）、銀メダリストに10万ドル（約1400万円）、銅メダリストに5万ドル（約700万円）の賞金を支給することを発表した。
2022年12月8日、IBAは、IOCが批判する汚職や負債などの問題は、呉経国体制時代のものであると反論して、IBAが組織運営や財政、審判などの問題点について改善に取り組んできた動きがIOCから認められないことに不満を示し、IOCの対応を「われわれの組織と選手への迫害」と訴えた。
2022年12月22日、IOCは、IBAがロシアの国営ガス大手ガスプロムとのスポンサー契約を延長したことや、会長選挙の再選挙実施を却下したことなどのガバナンス違反を問題視し、「最近のIBAは彼らがボクシングというスポーツやボクサーに全く関心がなく、自らの権力にしか興味がないことを改めて示している。五輪予選や本大会からボクサーを遠ざけるような決定や議論は理解ができない」と断じて、「パリ五輪においてボクシングの中止を含めなければならない可能性がある」と、2024年のパリ五輪からボクシング競技を除外する可能性について言及した。
2022年12月23日、IBAは、IOCが指摘する諸問題はクレムレフ会長就任以前に招かれた風評被害であり、「IOCがIBAを批判し続け、数え切れないほどのガバナンス改革を断固として無視することは受け入れられない」と反論し、資金面についてもガスプロムに依存するのではなくオーストラリア企業のスティング社と契約を交わしたと主張、ロシアとベラルーシの選手が国際大会に復帰することを承認したことについても、「オリンピックでは選手が恫喝の道具にされてはならず、平等な権利を政治から切り離して得るべき」として、国籍などを理由に選手の権利を停止させることはオリンピック憲章に大きく矛盾すると論じた。
2023年3月、国際ボクシング協会がロシアとベラルーシ選手に対する制裁を解き、国名・国旗・国歌を使用しての出場を認めたことに対しての抗議として、アメリカ、イギリスなど複数の国が、ニューデリーで開催された女子の世界選手権への出場をボイコットした。5月1日からタシュケントで開催された男子の世界選手権でも、アメリカ、イギリスなど複数の国が出場をボイコットした。

### 分裂
2023年4月13日、アメリカ、イギリスなど各競技団体はIBAに対抗するため新組織としてスイスに「ワールドボクシング（WB）」を設立し、IOCに承認を求めることを発表した。
2023年4月26日、アメリカがIBA脱退とWB加入を表明。一方でIBAはWB及び関係者をIBAの仲裁機関に訴えたことを発表した。
2023年5月4日、IBAは男子世界選手権が開催中のタシュケントで会見を行い、メインスポンサーだったロシア企業、ガスプロム社との契約が前年12月で終了したことを発表した。

### オリンピック資格承認取り消し
2023年6月22日、国際オリンピック委員会（IOC）は、国際ボクシング協会の競技統括団体としての認可を取り消した。その一方で、ボクシングが2024年パリ五輪と2028年ロサンゼルス五輪の実施競技に残る方針を明らかにした。不適切な組織運営等を理由に、五輪競技を統括する国際競技連盟が承認を取り消されるのは、史上初めての制裁。
2023年6月23日、日本ボクシング連盟は、IBAのオリンピック資格承認取り消しを受けて、世界選手権などIBA主催大会への選手派遣を継続する方針を示したが、IBA脱退やワールドボクシング（WB）加盟などに関してのコメントは現段階では控えると声明を出した。
2024年3月、国際オリンピック委員会（IOC）が、保留扱いとなっている2028年ロサンゼルス五輪でのボクシング競技実施について新たなボクシング統括競技団体の設立を条件に挙げた。
2024年4月2日、スポーツ仲裁裁判所（CAS）が、国際オリンピック委員会（IOC）から統括競技団体としての承認を取り消されたことを不服とした国際ボクシング協会（IBA）の訴えを棄却した。4月9日には、夏季オリンピック国際競技連盟連合（ASOIF）が、IBAを加盟団体から除外し、ボクシング競技を引き続き五輪で開催できるよう新たな組織への引き継ぎを求めた。
2024年9月9日、日本ボクシング連盟は会見を開き、ワールドボクシング（WB）加盟が承認されたことを発表した。一方で、世界選手権などIBA主催大会への選手派遣は継続したい意向から現状はIBAから脱退しない方針で、WBとIBAとの重複加盟となった。
2025年3月21日、日本ボクシング連盟は2028年ロサンゼルスオリンピックでのボクシング競技実施が正式に決まったことを受け、IBAを脱退してワールドボクシング単独加盟となることを発表した。

## 買収報道
2011年9月22日、バクーで世界選手権が開催される直前に、英国国営放送の英国放送協会 (BBC) はニュース番組 Newsnight で、開催国・アゼルバイジャンの政府高官が900万米ドルをワールド・シリーズ・オブ・ボクシング (WSB) の幹部イワン・コダバシュに送金し、代わりにロンドンオリンピックのボクシング競技で2つの金メダルを保証されたというスクープを放送し、関係者の証言やメールのやりとりも公表した。AIBAの弁護士はこの報道を否定し、AIBA会長のCK・ウーは支払いを受けたことは事実だが、アゼルバイジャンの政府ではなく匿名の一投資家からの寄付行為だとして、買収は事実無根と主張した。
AIBAはこの放送直後に開かれたバクーでの臨時総会で特別調査委員会の設置を決議した。この委員会は規律委員長のトム・バーゲットを委員長として弁護士、法律家ら5名から成り、10月6日の第1回会合ではBBCに撮影テープの提供などを求めたが、BBCは取材ソース秘匿を原則としてこれを拒否した。IOC会長のジャック・ロゲは特別調査委員会の設置を歓迎したが、ウーもIOCメンバーの一人であり、調査が公正に進行するかどうか皮肉な見方をする関係者もあった。
1988年のソウルオリンピックのライトミドル級決勝では、ロイ・ジョーンズ・ジュニアが一方的に朴時憲を攻めたが、地元・韓国の朴が3-2のスプリットデシジョンで勝利し、アマチュアボクシング史上最大のスキャンダルと言われている。この時、ジャッジが買収されていたとして3人が処分を受けたが判定は覆らず、これを機にIOCはAIBAに改善を求め、コンピュータ採点が導入された。しかし、この採点法は有効打に対してジャッジが人為的にボタンを押すというもので、不正は完全に回避されていない。BBCの番組ではこの試合の画像がしきりに映し出された。
WSBはAIBAと広告代理店が共同出資し、大口スポンサーからの広告料やテレビの放映権料によって運営されるが、米国の2チーム（マイアミ、メンフィス）が撤退して経済基盤は苦しく、アゼルバイジャンからの投資は赤字補填金とも報じられた。旧ソ連勢はアマチュアボクシングの強豪国としてAIBAへの政治的な影響力を保っており、アゼルバイジャンはWSBに「バクー・ファイヤーズ」というチームを持っている。英国のメディアは2011年の世界選手権に出場したアゼルバイジャンの選手9名のうち5名が実際のランキングより優遇されてシードされていたことを指摘しており、同大会準決勝終了の時点でアゼルバイジャンからは2選手がオリンピック出場権を獲得していた。
このスキャンダル報道の背景として、英国はAIBAの会長選挙で候補者を立てながらウーに敗れており、新執行部から疎まれているとされている。

## IBA主催大会
ここではIBAが主催、もしくは主管となって開催する大会を挙げる。
- AIBA世界ボクシング選手権
1974年から開催されている、アマチュアボクシングで最も権威のある世界大会。男子のみ。「世界シニアボクシング選手権」と表記されることもある。17 - 34歳の間の選手が出場できる。
- AIBA世界ユース選手権
17 - 18歳の間の選手の世界大会。男女。
- AIBA世界ジュニア選手権
15 - 16歳の間の選手の世界大会。男女。
- AIBA世界女子ボクシング選手権
2001年から開催されている、女子選手の世界大会。女子のみ。
- AIBAワールドカップ
2008年まで開催されていた、アマチュアボクシングの世界大会。国別の団体戦で試合が行われていた。男子のみ。
- AIBAプレジデントカップ国際トーナメント
2008年より開催された国際大会。男子のみ。

## APB
AIBAプロボクシング（APB）は、当時のAIBA会長・呉経国のもとAIBAが立ち上げた、アマチュアボクサーの参加を目的としたヘッドギア非着用でプロ同様の採点法を採用したプロボクシング団体で、2014年10月に最初のイベントが開催されるが、主にAIBAの財政難が原因となり2016年に終了した。
当時のオリンピックと同様の10階級で実施され、各階級8選手が参加する変則トーナメントで各階級の世界王者が決められた。
2016年のリオデジャネイロオリンピックのボクシング競技では、プロボクサーの出場が解禁されたが、APBの各階級ランキング上位2選手にオリンピック出場権が与えられた。
日本の選手も参加要請を受けていたが不参加を表明していた。しかし、2016年リオデジャネイロオリンピックではAPBからの出場枠の比重が高まり、日本もAPBへの参加を決定した。なお、村田諒太はAPB参加を巡りAIBA及び日本ボクシング連盟（JABF）との間でトラブルが発生し、JABFは村田に対し異例の引退勧告を下す結末となった。2013年7月にAPB初の興行を韓国・済州島で開催し、エキシビションとして山崎静代が韓国選手と対戦予定だったが、興行自体が中止になった。

### 映像資料
1. ↑  Olympics: Allegations of boxing bribe (ニュース番組 Newsnight より抜粋) (英語). 英国放送協会. 23 September 2011. 2012年8月4日閲覧。